# Balta ikonnikovi
Balta ikonnikovi es una especie de cucaracha del género Balta, familia Ectobiidae.

## Distribución
Esta especie se encuentra en Filipinas.